# Das Mädchen aus Kyjiw
Das Mädchen aus Kyjiw (Originaltitel: Зломовчання bzw. Šutnja) ist eine kroatisch-ukrainische Krimi-Fernsehserie, die seit 2021 erscheint und auf Büchern des kroatischen Autors Drago Hedl beruht. Die 6-teilige erste Staffel thematisiert Zwangsprostitution und Menschenhandel. 2023 begann eine zweite Staffel.

## Handlung der ersten Staffel
Im kroatischen Osijek wird an einem Flussufer die Leiche eines Mädchens gefunden, wenig später in geringer Entfernung dazu die eines anderen Mädchens, welches mit dem ersten befreundet war. Davon überzeugt, eine Story gefunden zu haben, ermittelt der Journalist Stribor Kralj in den Todesfällen, die offensichtlich Mordfälle sind. Er kooperiert dazu mit den für diese Fälle zuständigen Kriminalkommissaren Vladimir Kovač und Vesna Horak, die von Stribors Einmischung in ihre Ermittlungen anfangs wenig begeistert sind. Unter der Leitung ihres um schnelle Ermittlungserfolge bemühten Chefs Nacelnik Jakić arbeitend, verdächtigen Kovač und Horak zunächst den alten Veteranen Igor Kožul, der psychiatrisch behandelt wird, aber abstreitet, die Mädchen ermordet zu haben. Geistig verwirrt und in die Enge getrieben, begeht er später Selbstmord.
Unterdessen ist die 15-jährige Katja aus Kiew verschwunden. Deren Tante Olga Romanchenko, welche die Gattin des vermögenden Politikers Ivan Horvatic ist und eine Kinderschutzstiftung leitet, macht sich, mit Unterstützung ihres Sicherheitschefs Nikolaj, auf die Suche nach Katja. Dabei werden sie auf den jungen Fotografen Viktor aufmerksam. Dieser versucht durch vorgetäuschte Versprechungen Mädchen, darunter Yuliya, Hintermännern zuzuführen, welche die Mädchen dann als Sexsklavinnen in westliche Länder zu bringen versuchen.
Im Laufe der Ermittlungen kooperieren Vladimir, Vesna und Stribor mit Olga und Nikolaj. Bei den Ermittlungen stoßen sie auf einen internationalen Menschenhändlerring, dem auch Katja und die beiden in Osijek gefundenen Mädchen zum Opfer fielen und der ukrainische Mädchen in Lkw westwärts transportiert. Die Lkw gehören der Spedition Paradiso, welche von dem Mann Roko geleitet wird und die auch von Horvatic dazu genutzt wird, Waren zu exportieren. Roko führt ein privates Bordell in einer Hochhauswohnung, welche Vladimir und Vesna mit einem Polizeiteam durchsuchen. Als Vladimir mit einem Spezialeinsatzteam Roko verhaften will, wird dieser durch eines von Vladimirs Teammitgliedern erschossen, welches zuvor, beobachtet von Vladimir, mit Jakic gesprochen hatte. Deshalb, und weil im polizeilichen Computersystem offensichtlich Daten unrechtmäßig gelöscht wurden, verdächtigen Vladimir und Vesna Jakić der Korruption.
Unterdessen hat Nikolaj mit der Hilfe von Stribor und Yuliya Viktor in eine Falle gelockt, um ihn bezüglich der Menschenhändler zu verhören. Als Nikolaj mit Olga und Stribor in das Boot zurückkehrt, in dem Viktor von ihm gefangen gehalten wird, findet er Viktor ermordet vor, ehe er selbst von einem Mann erschossen wird. Vor diesem können Olga und Stribor gerade noch fliehen.
Vladimir kehrt allein in die von Roko als Bordell genutzte Wohnung zurück, um sie nochmals zu untersuchen. Dabei entdeckt er eine getarnte Kammer, die als Video-Überwachungszentrale für die Bordellräume fungiert, und nimmt Datenträger mit Videoaufnahmen mit, auf denen Mädchen durch Freier zum Sex gezwungen werden. Eines der Videos zeigt auch Horvatic als solchen Freier und wird von Vladimir elektronisch an Stribor, Vesna und Olga geschickt, ehe er in seiner Wohnung von einem Maskierten erschossen wird, der auch die Datenträger mitnimmt. Erschüttert tritt Olga in der gemeinsamen Wohnung ihrem Mann gegenüber, der dabei ihr Smartphone an sich nimmt.

## Kritik
In deutschen Medien erhielt die erste Staffel von der Kritik wenig Aufmerksamkeit, dabei aber vorwiegend Zuspruch. DPA-Journalistin Ute Wessels etwa lobte sie in einem Beitrag, der unter anderem bei ka-news erschien, als zwar düster und „schwere Kost“, aber auch als „gut gemachtes Fernsehen“. Der Journalist Harald Keller beurteilte die Staffel in der epd film als „Noir vom Besten“ und als in Bildführung und Montage von „pfiffige[n] Ideen“ geprägt, „ohne je zum selbstzweckhaften L’art pour l’art zu werden.“

## Auszeichnungen
- 2022: Sarajevo Film Festival, nominiert in den Kategorien:[3]
  - Beste Hauptdarstellerin in einer Dramaserie: Kseniya Mishina
  - Bester Hauptdarsteller in einer Dramaserie: Goran Bogdan
  - Bester Nebendarsteller in einer Dramaserie: Zlatko Burić
  - Bestes Screenplay in einer Dramaserie: Marjan Alcevski